# Violence symbolique
La violence symbolique est une notion qui désigne une forme de violence peu visible et non physique, qui s'exprime à travers les normes sociales et qui s'observe dans les structures sociales. Cette violence symbolique touche les dominés de façon à s'inscrire en eux, et à les amener à juger légitime une domination sociale donnée.
Elle se manifeste par une imposition des normes du groupe dominant sur celles du groupe subordonné. La violence symbolique peut se manifester dans différents domaines sociaux tels que la nationalité, le genre, le niveau d’études, l'âge ou les pratiques culturelles. La notion est d'abord proposée par Pierre Bourdieu, un sociologue français influent du XXe siècle, et qui apparaît dans ses œuvres dès les années 1970, puis reprise ensuite.

## Définition
Le concept de violence symbolique propose une explication du maintien de l'ordre social inégalitaire par l'incorporation par les dominés des classifications et hiérarchisations au sein des institutions sociales (marché du travail, système d'enseignement, etc.), qui en incorporant ces éléments en viennent à les intérioriser et ainsi à percevoir les rapports entretenus avec les dominants et les inégalités de condition, comme étant légitimes. La violence symbolique est conceptualisée selon Bourdieu comme étant résultante de la légitimité qu'accordent les dominés, par processus d'incorporation, aux normes et dictats des dominants; la légitimité est à la fois la condition, le produit et l'enjeu de la violence symbolique.
La violence symbolique est un concept utilisé dans le cadre des analyses sur la reproduction sociale ou sur les rapports de domination (de classe, de genre, de race) qui constituent des éléments de structuration de l'ordre social à travers l’intériorisation des hiérarchies et des normes sociales.

## Origine
Le concept de « violence symbolique » a été proposé dans les années 1960 par Pierre Bourdieu et Jean-Claude Passeron, et plus particulièrement connu avec la parution de La Reproduction en 1970. La notion est construite d'abord dans le cadre de la sociologie de l'éducation afin de concevoir l'action pédagogique comme étant une « imposition, par un pouvoir arbitraire, d’un arbitraire culturel » mais il a pris au fil du temps une place centrale dans l’œuvre de Bourdieu, et constitue l'élément central de sa sociologie.

## Référence et notes
1. 1 2 3 4  Ugo Palheta, « Violence symbolique et résistances populaires: Retour sur les fondements théoriques d’une recherche », Éducation et socialisation , vol.37 2015, mis en ligne le 01 mars 2015, consulté le 15 janvier 2020. En ligne DOI: 10.4000/edso.1117